# Cătălina, Cluj
Cătălina (în maghiară Szentkatolna) este un sat în comuna Panticeu din județul Cluj, Transilvania, România. Situată la aproximativ 45-50 de km de Cluj-Napoca, Cătălina este străbătută de șoseaua județeană DJ109 care face legătura între Cluj-Napoca, Chinteni-Deusu-Băbuțiu-Vultureni-Panticeu.
Cătălina are o populație de 107 de locuitori. Activitatea economică se rezumă la o singură firmă comercială "SC ViolaTricolor" SRL.
Din punct de vedere demografic, populația este relativ îmbătrânită, majoritatea tinerilor migrând spre Cluj-Napoca. În ultimii ani însă, se remarcă tendința de revenire în sat a celor plecați și chiar stabilirea de noi familii în zonă. Se remarcă o inviorare a pieței imobiliare in trendul specific zonei metropolitane a municipiului Cluj-Napoca. Din punct de vedere turistic, Cătălina are un potențial mediu, deocamdată neglijat.

## Lăcașuri de cult
- Biserica de lemn „Înălțarea Sf. Cruci", din anul 1896 (aflată pe lista monumentelor istorice a Ministerului Culturii și Cultelor).

## Bibliografie

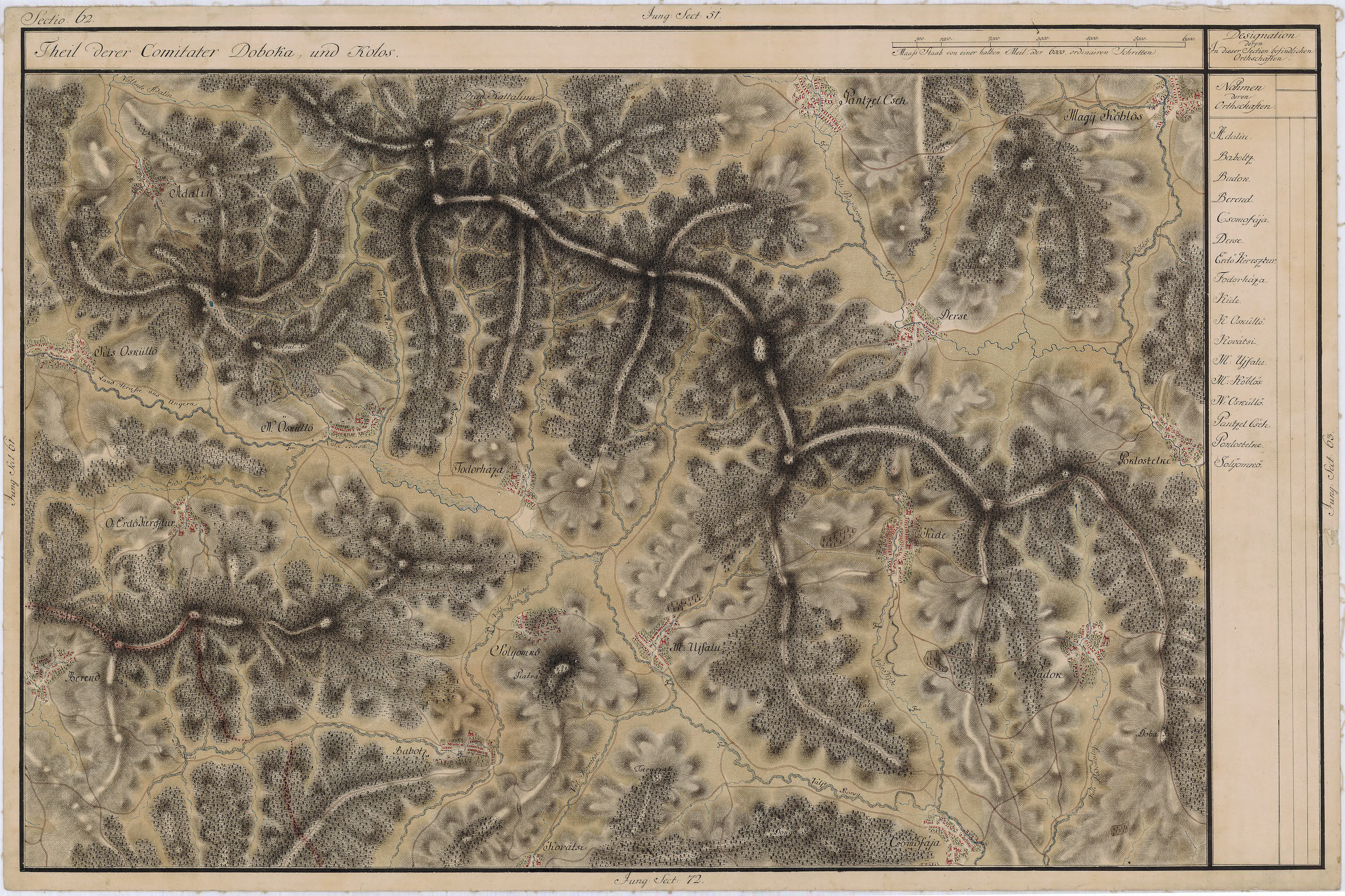
Cătălina în Harta Iosefină a Transilvaniei, 1769-1773

## Imagini

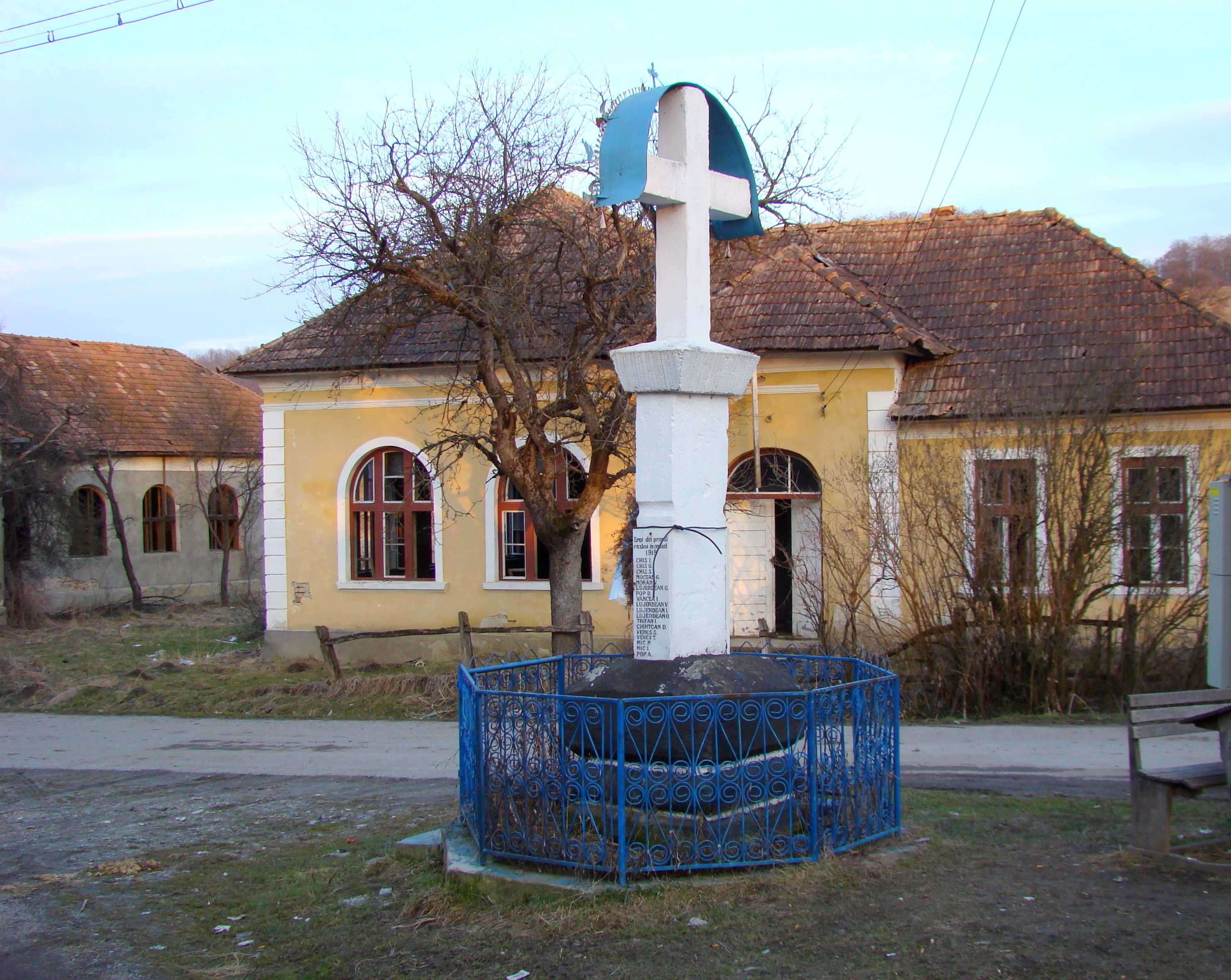
Monumentul eroilor
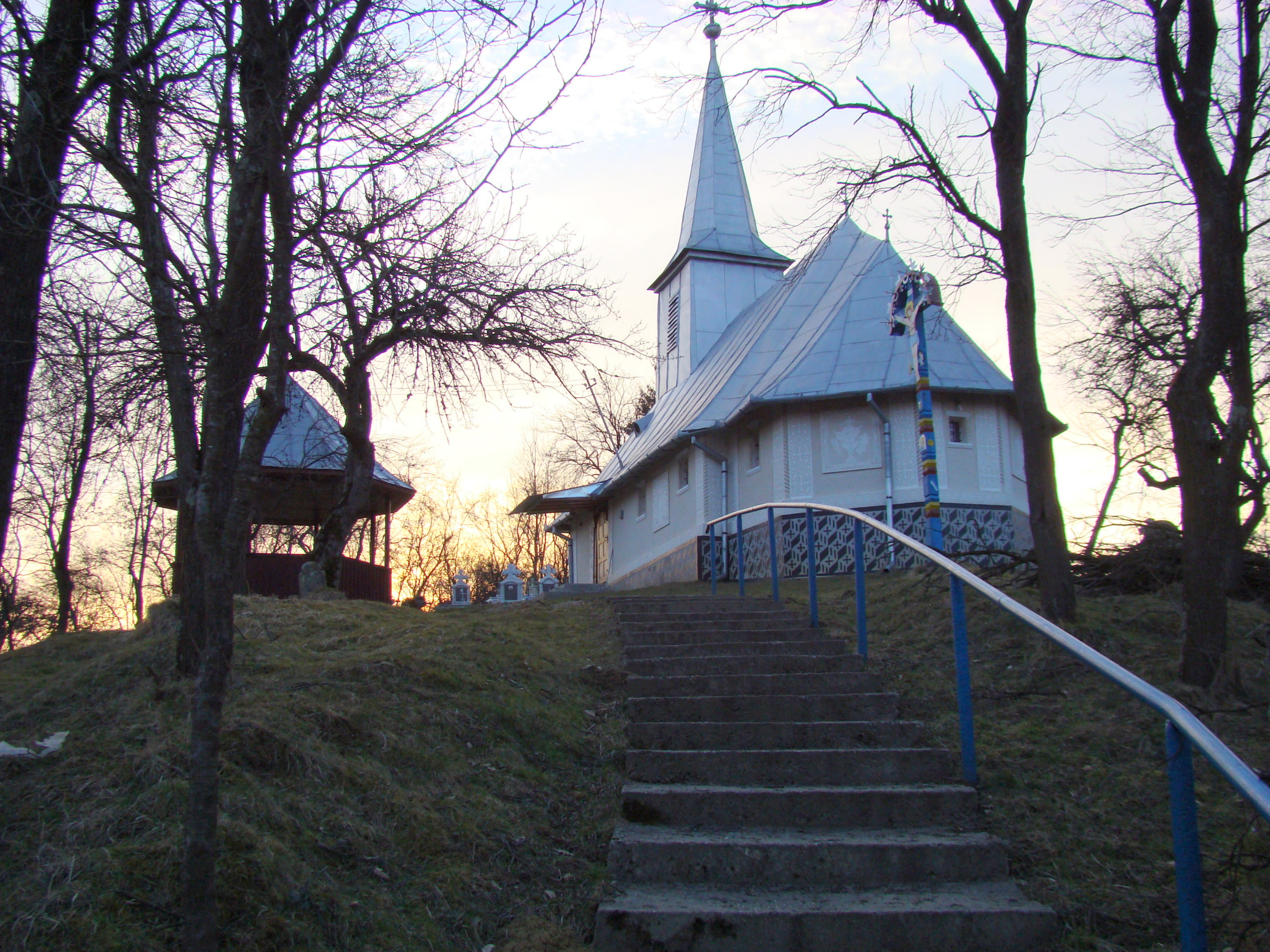
Biserica de lemn
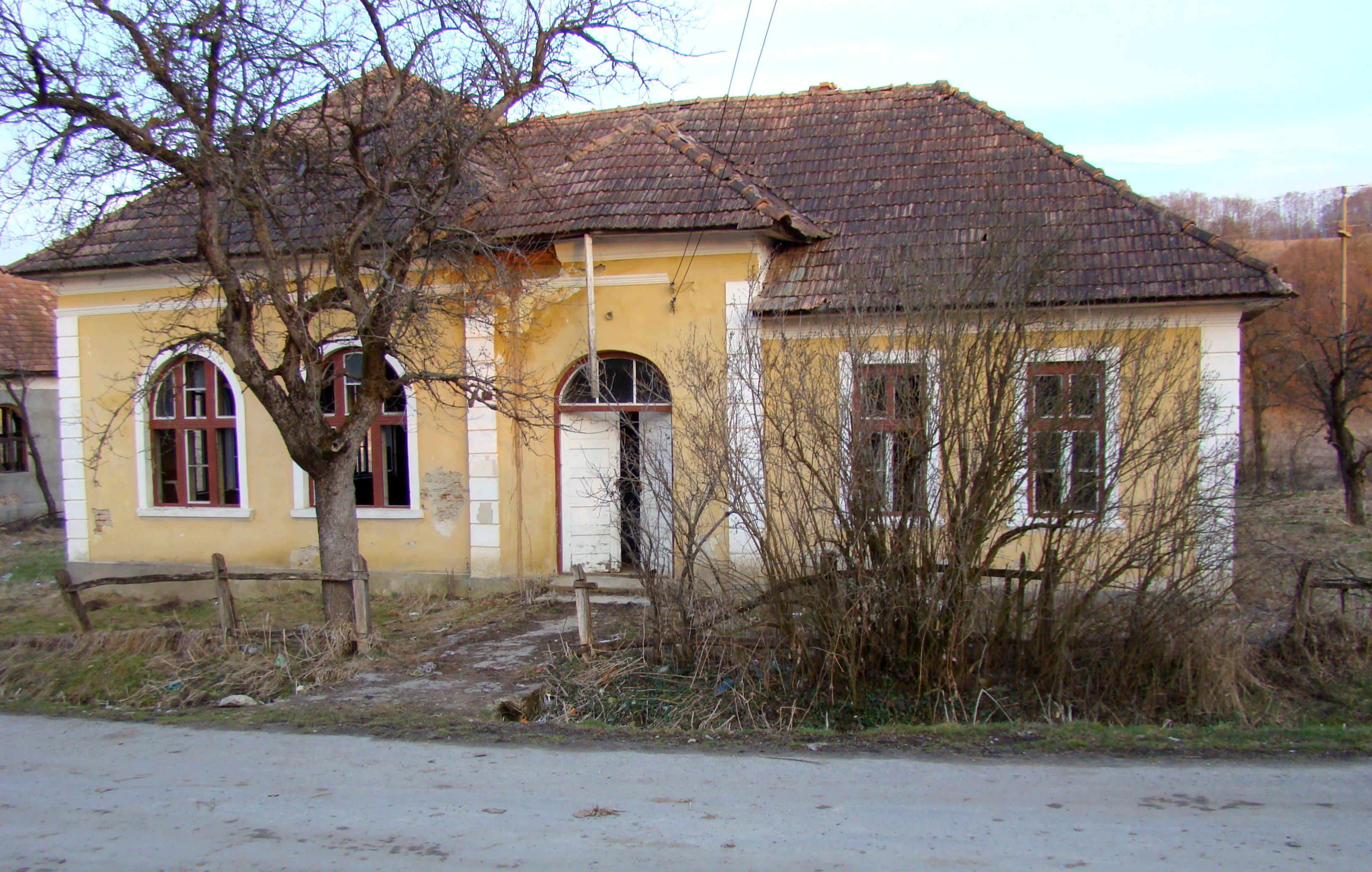
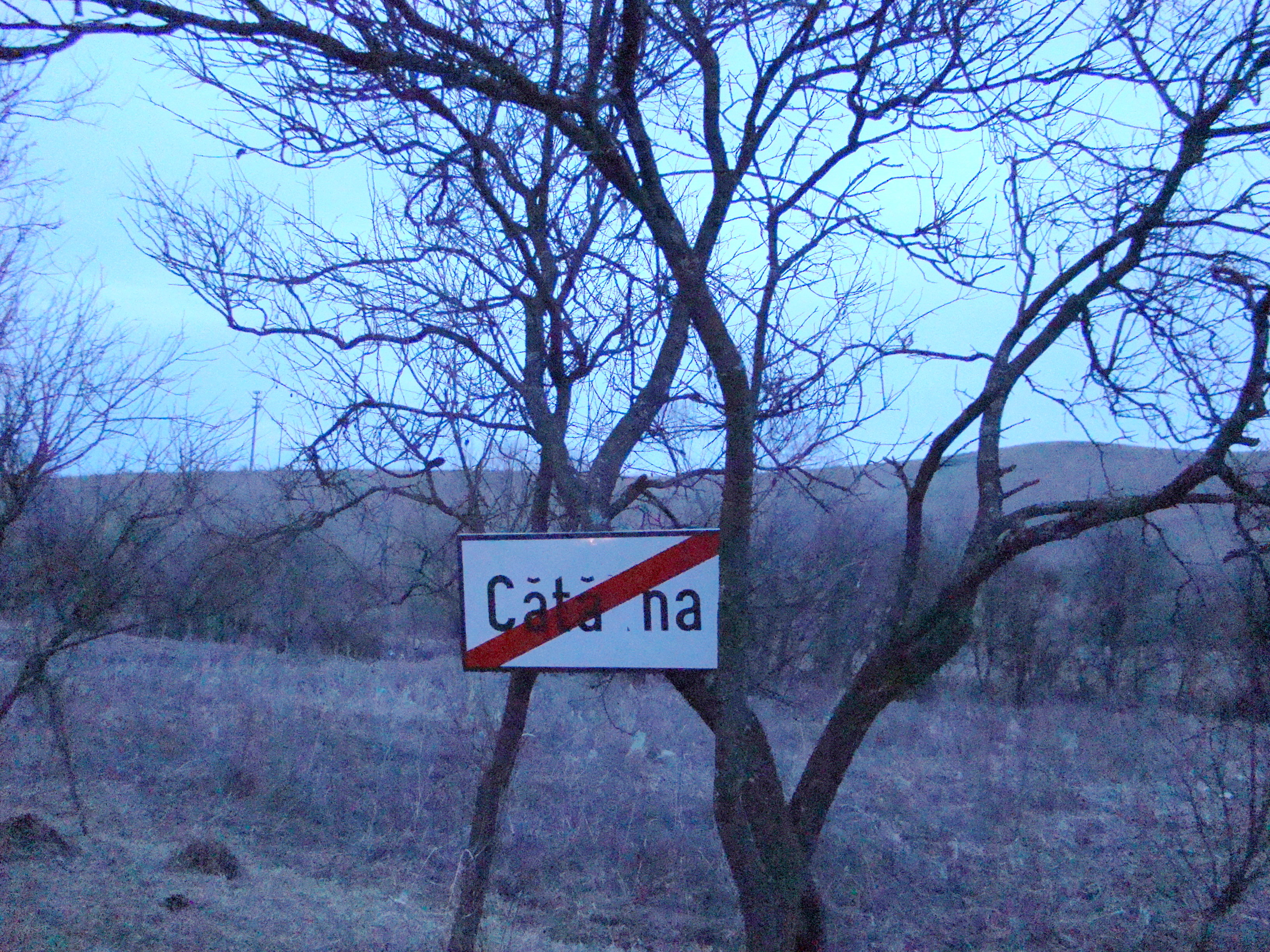
Ieșirea din localitate